# Eurovision Young Musicians 2022
Der 20. Eurovision Young Musicians fand am 23. Juli 2022 in Montpellier, Frankreich statt. Ursprünglich sollte der Wettbewerb bereits 2020 erstmals in Zagreb (Kroatien) stattfinden. Aufgrund der COVID-19-Pandemie musste der Wettbewerb allerdings abgesagt werden.
Sieger des Wettbewerbs wurde der tschechische Geiger Daniel Matejča. Es war der zweite Sieg Tschechiens bei einem Eurovision-Wettbewerb, nach dem Sieg beim Eurovision Young Dancers 2003.
Rang zwei belegte der deutsche Cellist Philipp Schupelius. Den dritten Platz belegte mit Alma Serafin Kraggerud aus Norwegen eine weitere Geigerin.

## Austragungsort
Am 3. Februar 2022 bestätigte die norwegische Rundfunkanstalt NRK bereits, dass der Wettbewerb im Juli 2022 Montpellier in Frankreich ausgetragen wird. Am 15. Februar 2022 gab der belgische Sender RTBF bekannt, dass der Wettbewerb am 23. Juli 2022 stattfinden wird. Kurz darauf äußerte sich France Télévisions, dass der Sender noch über eine Austragung diskutierte und noch keine finale Entscheidung stand. Am 21. Februar 2022 wurde Montpellier offiziell als Austragungsort sowie der 23. Juli 2022 als Datum bekanntgegeben.

## Format

### Jury
Die Jury wurde am 9. Juli 2022 veröffentlicht und bestand aus folgenden Mitgliedern:
- Mūza Rubackytė (Vorsitzende der Jury, Pianistin)
- Nora Cismondi (Oboistin)
- Jean-Pierre Rousseau (Direktor des Festival Radio France Montpellier)
- Christian-Pierre La Marca (Cellist)
- Tedi Papavrami (Geiger)

### Moderation
Am 8. Juni 2022 wurde bekanntgegeben, dass Judith Chaine den Wettbewerb 2022 moderieren werde. Vincent Delbushaye wurde am 26. Juni 2022 als Co-Moderator angekündigt.

## Teilnehmer

Teilnehmer
Länder, die in der Vergangenheit teilgenommen haben, jedoch nicht 2022

Am 21. Februar 2022 wurde die erste offizielle Teilnehmerliste bekanntgegeben. Estland, Kroatien, Malta und die Ukraine zogen sich ohne Grund vom Wettbewerb zurück. Slowenien zog sich zum ersten Mal seit seinem Debüt 1994 vom Wettbewerb zurück. Österreich kehrte nach 6 Jahren zum Wettbewerb zurück. Frankreich nahm zum ersten Mal seit 2000 wieder am Wettbewerb teil. 
Am 13. Juni 2022 wurde die zweite offizielle Teilnehmerliste bekanntgegeben. Auf dieser war daraufhin auch Kroatien vorzufinden, wodurch das Land doch am Wettbewerb teilnahm. Mit nur 9 teilnehmenden Nationen waren lediglich die ersten beiden Austragung des Wettbewerbs 1982 und 1984 kleiner gewesen.
| Land                   | Nationaler Vorentscheid |
| ---------------------- | ----------------------- |
| Belgien                | interne Auswahl         |
| Deutschland            | interne Auswahl         |
| Frankreich (Gastgeber) | interne Auswahl         |
| Kroatien               | interne Auswahl         |
| Norwegen               | Virtuos 2022            |
| Österreich             | interne Auswahl         |
| Polen                  | Młody Muzyk Roku 2022   |
| Schweden               | Polstjärnepriset 2022   |
| Tschechien             | interne Auswahl         |

## Finale
Das Finale fand am 23. Juli 2022 statt. Die Startreihenfolge, sowie die Musikstücke wurden am 13. Juli bekanntgegeben.
| Platz | Startnr. | Land                   | Interpret                       | Instrument | Musikstück                                                                                      |
| ----- | -------- | ---------------------- | ------------------------------- | ---------- | ----------------------------------------------------------------------------------------------- |
| 1.    | 9        | Tschechien             | Daniel Matejča                  | Violine    | 1. Violinkonzert, 3. und 4. Satz Candenza, Allegro con brio - Presto von Dmitri Schostakowitsch |
| 2.    | 4        | Deutschland            | Philipp Schupelius              | Cello      | Pezzo capriccioso von Pjotr Tschaikowski                                                        |
| 3.    | 6        | Norwegen               | Alma Serafin Kraggerud          | Violine    | "Introduction et Rondo Capriccioso", op. 28, 1. Satz von Camille Saint-Saëns                    |
| –     | 1        | Kroatien               | Ivan Petrović-Poljak            | Klavier    | 1. Klavierkonzert von Franz Liszt                                                               |
| –     | 2        | Frankreich (Gastgeber) | Maxime Grizard                  | Cello      | Cellokonzert von Antonín Dvořák                                                                 |
| –     | 3        | Polen                  | Milena Pioruńska                | Violine    | 2. Violinenkonzert von Henryk Wieniawski                                                        |
| –     | 5        | Österreich             | Alexander Svetnitsky-Ehrenreich | Klarinette | 2. Klarinettenkonzert, 3. Satz "Alla Polacca" von Carl Maria von Weber                          |
| –     | 7        | Belgien                | Thaïs Defoort                   | Cello      | Cellokonzert, 1. Satz von Edward Elgar                                                          |
| –     | 8        | Schweden               | Lukas Flink                     | Posaune    | Posaunenkonzert, 1. Satz, Andante und Scherzo-Valse von Henri Tomasi                            |

## Absagen

### Absagen und daher keine Rückkehr zum Wettbewerb
| Land                    | Grund und Bemerkung | letztmalige Teilnahme |
| ----------------------- | --- | --------------------- |
| Albanien                | Die Sender der Länder äußerten sich nicht zu einer Teilnahme bzw. Nicht-Teilnahme am Wettbewerb. Schließlich erschienen die Länder nicht auf der Teilnehmerliste für 2022. | 2018                  |
| Armenien                | Die Sender der Länder äußerten sich nicht zu einer Teilnahme bzw. Nicht-Teilnahme am Wettbewerb. Schließlich erschienen die Länder nicht auf der Teilnehmerliste für 2022. | 2012                  |
| Bosnien und Herzegowina | Am 24. März 2022 wurde bekanntgegeben, dass der Sender BHRT vor seiner Schließung steht, nachdem die Bankkonten des Senders gesperrt wurden, wodurch der Sender außerdem Pleite ist. Auf Grund ausstehender Zahlungen an die EBU ist der Sender zudem seit Dezember 2016 von allen Angeboten ausgeschlossen. Bosnien und Herzegowina befand sich schlussendlich nicht auf der Teilnehmerliste für den Wettbewerb 2022. | 2012                  |
| Bulgarien               | Am 17. Februar 2022 gab BNT bekannt, dass das Land 2022 ein weiteres Mal nicht am Wettbewerb teilnehmen wird. Der Sender nannte dazu aber keinen genauen Grund. | 2006                  |
| Dänemark                | Am 15. Februar 2022 gab DR bekannt, dass Dänemark auch 2022 nicht am Wettbewerb teilnehmen wird. Ein Grund wurde nicht genannt. | 2004                  |
| Estland                 | Die Sender der Länder äußerten sich nicht zu einer Teilnahme bzw. Nicht-Teilnahme am Wettbewerb. Schließlich erschienen die Länder nicht auf der Teilnehmerliste für 2022. | 2018 (2020 geplant)   |
| Finnland                | Die Sender der Länder äußerten sich nicht zu einer Teilnahme bzw. Nicht-Teilnahme am Wettbewerb. Schließlich erschienen die Länder nicht auf der Teilnehmerliste für 2022. | 2010                  |
| Georgien                | Die Sender der Länder äußerten sich nicht zu einer Teilnahme bzw. Nicht-Teilnahme am Wettbewerb. Schließlich erschienen die Länder nicht auf der Teilnehmerliste für 2022. | 2012                  |
| Griechenland            | Die Sender der Länder äußerten sich nicht zu einer Teilnahme bzw. Nicht-Teilnahme am Wettbewerb. Schließlich erschienen die Länder nicht auf der Teilnehmerliste für 2022. | 2018 (2020 geplant)   |
| Irland                  | Die Sender der Länder äußerten sich nicht zu einer Teilnahme bzw. Nicht-Teilnahme am Wettbewerb. Schließlich erschienen die Länder nicht auf der Teilnehmerliste für 2022. | 2000                  |
| Israel                  | Die Sender der Länder äußerten sich nicht zu einer Teilnahme bzw. Nicht-Teilnahme am Wettbewerb. Schließlich erschienen die Länder nicht auf der Teilnehmerliste für 2022. | 2018                  |
| Italien                 | Die Sender der Länder äußerten sich nicht zu einer Teilnahme bzw. Nicht-Teilnahme am Wettbewerb. Schließlich erschienen die Länder nicht auf der Teilnehmerliste für 2022. | 2002                  |
| Lettland                | Die Sender der Länder äußerten sich nicht zu einer Teilnahme bzw. Nicht-Teilnahme am Wettbewerb. Schließlich erschienen die Länder nicht auf der Teilnehmerliste für 2022. | 2002                  |
| Litauen                 | Die Sender der Länder äußerten sich nicht zu einer Teilnahme bzw. Nicht-Teilnahme am Wettbewerb. Schließlich erschienen die Länder nicht auf der Teilnehmerliste für 2022. | 1994                  |
| Malta                   | Die Sender der Länder äußerten sich nicht zu einer Teilnahme bzw. Nicht-Teilnahme am Wettbewerb. Schließlich erschienen die Länder nicht auf der Teilnehmerliste für 2022. | 2018 (2020 geplant)   |
| Moldau                  | Die Sender der Länder äußerten sich nicht zu einer Teilnahme bzw. Nicht-Teilnahme am Wettbewerb. Schließlich erschienen die Länder nicht auf der Teilnehmerliste für 2022. | 2014                  |
| Niederlande             | Die Sender der Länder äußerten sich nicht zu einer Teilnahme bzw. Nicht-Teilnahme am Wettbewerb. Schließlich erschienen die Länder nicht auf der Teilnehmerliste für 2022. | 2014                  |
| Nordmazedonien          | Die Sender der Länder äußerten sich nicht zu einer Teilnahme bzw. Nicht-Teilnahme am Wettbewerb. Schließlich erschienen die Länder nicht auf der Teilnehmerliste für 2022. | 1994                  |
| Portugal                | Die Sender der Länder äußerten sich nicht zu einer Teilnahme bzw. Nicht-Teilnahme am Wettbewerb. Schließlich erschienen die Länder nicht auf der Teilnehmerliste für 2022. | 2016                  |
| Rumänien                | Die Sender der Länder äußerten sich nicht zu einer Teilnahme bzw. Nicht-Teilnahme am Wettbewerb. Schließlich erschienen die Länder nicht auf der Teilnehmerliste für 2022. | 2012                  |
| San Marino              | Am 5. Februar 2022 gab San Marino RTV bekannt, dass das Land 2022 nicht am Wettbewerb teilnehmen werde. Der Grund für die Nicht-Teilnahme wurde nicht genannt. | 2018                  |
| Schweiz                 | Am 17. Februar 2022 gab SRG bekannt, dass die Schweiz 2022 nicht an Eurovision Young Musicians teilnehmen wird, da sich die vier Sender des SRG geweigert hatten teilzunehmen. | 2006                  |
| Serbien                 | Die Sender der Länder äußerten sich nicht zu einer Teilnahme bzw. Nicht-Teilnahme am Wettbewerb. Schließlich erschienen die Länder nicht auf der Teilnehmerliste für 2022. | 2010                  |
| Slowakei                | Die Sender der Länder äußerten sich nicht zu einer Teilnahme bzw. Nicht-Teilnahme am Wettbewerb. Schließlich erschienen die Länder nicht auf der Teilnehmerliste für 2022. | 1998                  |
| Slowenien               | Am 5. Februar 2022 gab der Sender RTVSLO bekannt, dass Slowenien 2022 nicht am Wettbewerb teilnimmt. Als Grund wurden finanzielle Schwierigkeiten des Senders genannt. | 2018 (2020 geplant)   |
| Spanien                 | Nachdem der spanische Sender RTVE im Februar 2021 sein Interesse verkündete an zukünftigen Editionen teilzunehmen, war das Land dennoch nicht auf der Teilnehmerliste für 2022. | 2018                  |
| Türkei                  | Die Sender der Länder äußerten sich nicht zu einer Teilnahme bzw. Nicht-Teilnahme am Wettbewerb. Schließlich erschienen die Länder nicht auf der Teilnehmerliste für 2022. | 2000                  |
| Ukraine                 | Die Sender der Länder äußerten sich nicht zu einer Teilnahme bzw. Nicht-Teilnahme am Wettbewerb. Schließlich erschienen die Länder nicht auf der Teilnehmerliste für 2022. | 2018 (2020 geplant)   |
| Ungarn                  | Die Sender der Länder äußerten sich nicht zu einer Teilnahme bzw. Nicht-Teilnahme am Wettbewerb. Schließlich erschienen die Länder nicht auf der Teilnehmerliste für 2022. | 2018                  |
| Vereinigtes Königreich  | Die Sender der Länder äußerten sich nicht zu einer Teilnahme bzw. Nicht-Teilnahme am Wettbewerb. Schließlich erschienen die Länder nicht auf der Teilnehmerliste für 2022. | 2018                  |
| Zypern                  | Die Sender der Länder äußerten sich nicht zu einer Teilnahme bzw. Nicht-Teilnahme am Wettbewerb. Schließlich erschienen die Länder nicht auf der Teilnehmerliste für 2022. | 2012                  |

### Kein EBU-Mitglied und daher keine Rückkehr zum Wettbewerb
| Land     | Grund und Bemerkung | letztmalige Teilnahme |
| -------- | --- | --------------------- |
| Belarus  | Am 1. Juli 2021 beendete die EBU die Mitgliedschaft des belarussischen Staatsfernsehens Belaruskaja Tele-Radio Campanija (BTRC), weshalb eine Teilnahme am Wettbewerb nun unmöglich ist.          | 2012                  |
| Russland | Russland befand sich nicht auf der Teilnehmerliste für 2022, zusätzlich traten die russischen Sender als Reaktion auf den Ausschluss Russlands beim Eurovision Song Contest 2022 aus der EBU aus. | 2018                  |

### Absagen und daher kein Debüt beim Wettbewerb
| Land          | Grund und Bemerkung |
| ------------- | --- |
| Andorra       | Die Sender der Länder äußerten sich nicht zu einer Teilnahme bzw. Nicht-Teilnahme am Wettbewerb. Schließlich erschienen die Länder nicht auf der Teilnehmerliste für 2022. |
| Aserbaidschan | Die Sender der Länder äußerten sich nicht zu einer Teilnahme bzw. Nicht-Teilnahme am Wettbewerb. Schließlich erschienen die Länder nicht auf der Teilnehmerliste für 2022. |
| Island        | Die Sender der Länder äußerten sich nicht zu einer Teilnahme bzw. Nicht-Teilnahme am Wettbewerb. Schließlich erschienen die Länder nicht auf der Teilnehmerliste für 2022. |
| Montenegro    | Die Sender der Länder äußerten sich nicht zu einer Teilnahme bzw. Nicht-Teilnahme am Wettbewerb. Schließlich erschienen die Länder nicht auf der Teilnehmerliste für 2022. |
| Wales         | Am 4. Februar 2022 gab der Sender S4C bekannt, dass Wales 2022 nicht beim Wettbewerb debütieren werde. Genaue Gründe wurden nicht genannt.                                 |

### Kein EBU-Mitglied und daher kein Debüt beim Wettbewerb
| Land   | Grund und Bemerkung |
| ------ | --- |
| Monaco | Am 19. April 2022 wurde bekanntgegeben, dass Monaco den Start des neuen Rundfunks Monte-Carlo Riviera um ein Jahr auf den Sommer 2023 verschiebt. Da der frühere monegassische Sender TMC, der nun zum französischen Privatfernsehen TF1 gehört, zum Jahreswechsel 2022 aus der EBU ausgetreten ist, wodurch eine Teilnahme am EYM 2022 ausgeschlossen ist. Das Land war schließlich auch nicht auf der Teilnehmerliste für 2022. |

## Übertragung
| Land        | Sender                     | Zeit                     | Kommentar        | Zuseher |
| ----------- | -------------------------- | ------------------------ | ---------------- | ------- |
| Belgien     | La Trois, Musiq'3          | live                     | Kein Kommentar   | 27.229  |
| Deutschland | WDR                        | 24. Juli 2022            | TBA              | 22.000  |
| Frankreich  | France Musique, Culturebox | live                     | Kein Kommentar   |         |
| Kroatien    | HRT 3                      | live                     | Ivana Kocelj     |         |
| Norwegen    | NRK1                       | 23. Juli 2022, 21 Uhr    | Aril Erikstad    | 72.000  |
| Österreich  | ORF 2                      | 24. Juli 2022 22 Uhr 10  | Teresa Vogl      | 162.000 |
| Polen       | TVP Kultura                | live                     | TBA              | 25.531  |
| Schweden    | SVT Play                   | 29. Juli 2022            | Camilla Lundberg |         |
| Schweden    | SVT 2                      | 30. Juli 2022, 20:01 Uhr | Camilla Lundberg | 104.000 |
| Tschechien  | ČT art                     | live                     | Jiří Vejvoda     |         |